# Joseph Sarko
Pour les articles homonymes, voir Sarko.
Joseph Sarko (Sarco, Zarqo, Zariq) est un grammairien et poète juif italien de la première moitié du XVe siècle.

## Éléments biographiques
La vie de Joseph ben Juda Sarco est assez peu connue. Selon Eliakim Carmoly, il est natif de Naples et aurait été l'un des maîtres de Messer Leon.
Il semble avoir été confondu plusieurs fois avec un petit-fils homonyme, notamment par Guedalya ibn Yahya lorsqu'il indique que Joseph Sarko est un contemporain d'Élie Lévita,.

## Œuvres
Joseph Sarko est l'auteur du Rav Pe'alim, un traité analytique de grammaire hébraïque, divisé en plusieurs sections, qui a été achevé, ainsi que l'indique l'auteur dans sa préface en 1429. La partie qui traite des nombres (Sefer ha-Misparim) a été imprimée à la fin de l'édition Auguste Justinien des Livres de Ruth et des Lamentations (Paris, 1520). Les vers qui suivent la préface ont été publiés par Leopold Dukes dans le Litteraturblatt des Orient.
Dukes pense par ailleurs que Sarko est l'auteur d'un dictionnaire hébraïque, intitulé le Ba'al Lashon, où le Rav Pe'alim est souvent cité. Zunz est cependant d'avis que l'auteur de ce dictionnaire serait un certain Joseph ben Yehotsadak.
Un manuscrit conservé à la bibliothèque de Parme (De Rossi MS. no 939, 2) contient des vers de divers poètes, parmi lesquels Joseph Sarko, mais il pourrait s'agir de son petit-fils.

## Sources
- Cet article contient des extraits de l'article « SARKO (ZARḲO, ZARIḲ), JOSEPH BEN JUDAH » par Isidore Singer & M. Seligsohn de la Jewish Encyclopedia de 1901–1906 dont le contenu se trouve dans le domaine public.